# Haskell County (Kansas)
Haskell County ist ein County im Bundesstaat Kansas der Vereinigten Staaten. Das U.S. Census Bureau hat bei der Volkszählung 2020 eine Einwohnerzahl von 3780 ermittelt.
Der Verwaltungssitz (County Seat) ist Sublette. Der County gehört zu den Dry Counties, was bedeutet, dass der Verkauf von Alkohol eingeschränkt oder verboten ist.

## Geographie
Der County liegt im Südwesten von Kansas, ist im Süden etwa 45 km vom Oklahoma entfernt und hat eine Fläche von 1496 Quadratkilometern, wovon ein Quadratkilometer Wasserfläche ist. Es grenzt im Uhrzeigersinn an folgende Countys: Finney County, Gray County, Meade County, Seward County, Grant County und Kearny County.

## Geschichte

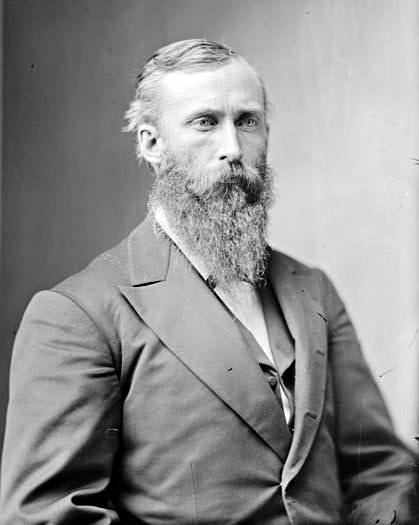
Dudley C. Haskell

Haskell County wurde am 23. März 1887 gebildet. Benannt wurde er nach Dudley Chase Haskell, einem US-amerikanischen Politiker und Mitglied im Repräsentantenhaus.
Historiker gehen davon aus, dass Haskell County der Ursprungsort der berüchtigten Spanischen Grippe war. Zum Jahresanfang 1918 behandelte der Arzt Loring Miner in Haskell County mehrere Patienten mit ungewöhnlichen Grippesymptomen. Kurz darauf wurden drei Einwohner in das militärische Ausbildungslager Camp Funston westlich von Kansas City eingezogen, woraufhin dort die Krankheit ausbrach und 38 Todesopfer forderte. Amerikanische Soldaten brachten dann die Krankheit nach Europa, in deren Verlauf mindestens 25 Millionen Menschen starben.

## Demografische Daten

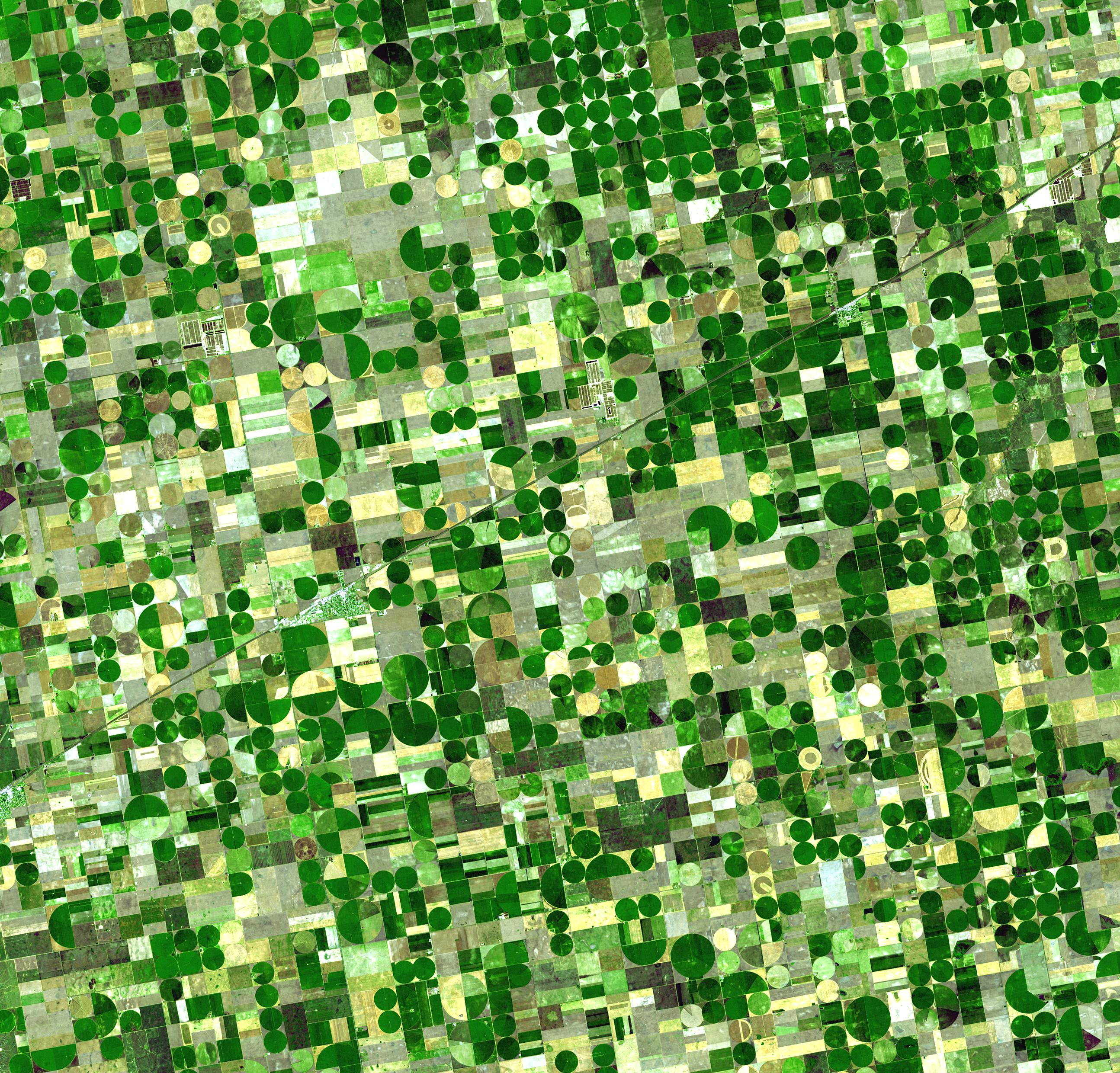
Satellitenbild von Agrargelände im Haskell County

Nach der Volkszählung im Jahr 2000 lebten im Haskell County 4307 Menschen. Davon wohnten 35 Personen in Sammelunterkünften, die anderen Einwohner lebten in 1481 Haushalten und 1153 Familien. Die Bevölkerungsdichte betrug 3 Einwohner pro Quadratkilometer. Ethnisch betrachtet setzte sich die Bevölkerung zusammen aus 85,1 Prozent Weißen, 0,2 Prozent Afroamerikanern, 0,6 Prozent amerikanischen Ureinwohnern, 0,6 Prozent Asiaten und 11,5 Prozent aus anderen ethnischen Gruppen; 2,1 Prozent stammten von 2 oder mehr Ethnien ab. 23,6 Prozent der Bevölkerung waren spanischer oder lateinamerikanischer Abstammung.
Von den 1481 Haushalten hatten 43,6 Prozent Kinder unter 18 Jahren, die mit ihnen gemeinsam lebten. 69,4 Prozent waren verheiratete, zusammenlebende Paare, 5,9 Prozent waren allein erziehende Mütter und 22,1 Prozent waren keine Familien. 20,1 Prozent aller Haushalte waren Singlehaushalte und in 9,2 Prozent lebten Menschen mit 65 Jahren oder darüber. Die Durchschnittshaushaltsgröße betrug 2,88 und die durchschnittliche Familiengröße betrug 3,35 Personen.
32,9 Prozent der Bevölkerung waren unter 18 Jahre alt. 9,1 Prozent zwischen 18 und 24 Jahre, 27,8 Prozent zwischen 25 und 44 Jahre, 19,5 Prozent zwischen 45 und 64 Jahre und 10,6 Prozent waren 65 Jahre alt oder älter. Das Durchschnittsalter betrug 31 Jahre. Auf 100 weibliche Personen kamen 103,3 männliche Personen. Auf 100 Frauen im Alter von 18 Jahren und darüber kamen 98,3 Männer.
Das jährliche Durchschnittseinkommen eines Haushalts betrug 38.634 USD, das Durchschnittseinkommen einer Familie betrug 43.354 USD. Männer hatten ein Durchschnittseinkommen von 31.296 USD, Frauen 22.857 USD. Das Prokopfeinkommen betrug 17.349 USD. 8,0 Prozent der Familien und 11,6 Prozent der Bevölkerung lebten unterhalb der Armutsgrenze.

## Orte in Haskell County
(Stand:2020; Quelle: )

### Städte
- Satanta, 1092 Einwohner
- Sublette, 1413 Einwohner

### Townships
- Dudley Township, 1435 Einwohner
- Haskell Township, 1880 Einwohner
- Lockport Township, 465 Einwohner